# Rawkus Records
Rawkus Records är ett oberoende hiphop-skivbolag som avnjöt stor exponering och massiv framgång under det sena 1990-talet. Rawkus startades 1996 av Brian Bater och Jarret Meyer, med finansiell uppbackning från en skolkamrat, James Murdoch, son till Rupert Murdoch. Tack vare deras kontakter till en finansiell källa så hade Rawkus budget till att marknadsföra sig lika bra som de stora hiphop-bolagen. 1999 gick bolaget in i ett distributionsavtal med Interscrope/Geffen, vars moderbolag var Universal Music.